# Abd al-Rahman al-Kayyali
Abd al-Rahman al-Kayyali (arabisch عبد الرحمن الكيالي, DMG ʿAbd ar-Raḥmān al-Kaiyālī; * 1887; † 13. September 1969) war ein Arzt und Politiker der syrischen Unabhängigkeitsbewegung. Während der französischen Mandatsherrschaft über Syrien bekleidete er zweimal das Amt des syrischen Justizministers. Er zählte zu den Gründern des Nationalen Blocks, einer politischen Koalition von Notabeln und einflussreichen syrischen Familien, die sich für das Ende der französischen Präsenz einsetzte.

## Leben und Karriere
Kayyali absolvierte 1914 sein Studium der Medizin an der Amerikanischen Universität von Beirut und eröffnete danach eine Privatklinik in seiner Heimatstadt Aleppo. Nach dem Ende der Herrschaft des Osmanischen Reiches über Syrien im Ersten Weltkrieg und der Ernennung des Hochkommissars für die Levante durch die Entente-Macht Frankreich unterstützte Kayyali eine bewaffnete Aufstandsbewegung im Umland von Aleppo, die nach ihrem Anführer Ibrahim Hananu auch als „Hananu-Revolte“ bezeichnet wird. Hananu und Kayyali waren zudem gemeinsam Gründer des „Arabischen Clubs von Aleppo“ eines politischen Zirkels, der nationalistisches und zum Teil militantes Gedankengut gegen die französische Besatzung propagierte.
Seine Popularität und Anhängerschaft gewann Kayyali unter anderem dadurch, dass er Teilen der armen Bevölkerung Aleppos kostenlose medizinische Versorgung gewährte. 1928 kandidierte Kayyali erstmals erfolgreich für das Parlament im Staat Syrien (1925–1930), der aus einem Zusammenschluss der beiden Teilstaaten Aleppo und Damaskus bestand und nicht den Alawitenstaat, den Drusenstaat und den Großlibanon einschloss. Die von Kayyali mitgegründete Oppositionspartei des Nationalen Blocks setzte sich für eine Eingliederung dieser Territorien in ein Großsyrien ein. Kayyali wirkte unter anderem am Entwurf einer Verfassung für die 1930 gegründete Syrische Republik mit.
Nach der formellen Unabhängigkeit Syriens 1936 ernannte Staatspräsident Haschim al-Atasi Kayyali zunächst zum nicht-residierenden Botschafter Syriens beim Völkerbund und wenig später zum Justizminister. Dieses Amt bekleidete er von 1936 bis 1939 und von 1943 bis 1945. 1947 wurde er zum Delegierten Syriens bei der Generalversammlung der Vereinten Nationen ernannt, allerdings wieder abberufen, als 1949 ein Machtwechsel durch einen Militärputsch erfolgte.

## Bedeutung
Kayyali verfasste Memoiren zur französischen Mandatszeit und starb 1969 in seiner Heimatstadt Aleppo. Er gilt heute als prominenter Vertreter einer europäisch gebildeten, urbanen Oberschicht Syriens, welche dennoch vielfältige und enge Beziehungen zu den verschiedenen Ethnien, sozialen und religiösen Gruppen unterhielt. Zu den Enkeln Kayyalis zählen der syrischstämmige Transplantationsmediziner und Gesundheitsunternehmer Zeid Kayyali in Rialto und der Zahnarzt Mustafa Kayyali, der sich zu Beginn der Protestbewegung, die in den Syrischen Bürgerkrieg mündete, für die Wiederbelegung des Nationalen Blocks als Oppositionspartei einsetzte und mehrfach als Mitgründer einer Bewegung namens Rat der syrischen Charta öffentlich in Erscheinung trat.